# Eugène Beugré Yago
Eugène Beugré Yago (ur. 15 grudnia 1969) – piłkarz z Wybrzeża Kości Słoniowej, występujący podczas kariery na pozycji napastnika.

## Kariera piłkarska
Beugré Yago rozpoczął karierę w AS Sotra w 1988 roku. Z AS Sotra dotarł do finału Puchar Wybrzeża Kości Słoniowej w 1989. W latach 1990–1994 był zawodnikiem Africa Sports National Abidżan. Z Africa Sports zdobył Puchar Wybrzeża Kości Słoniowej w 1993 oraz Afrykański Puchar Zdobywców Pucharów w 1992.
W latach 1995–1999 występował w Kuwejcie w Al-Arabi Kuwejt.
.

## Kariera reprezentacyjna
Beugré Yago występował w reprezentacji Wybrzeża Kości Słoniowej. W 1992 roku uczestniczył w największym sukcesie w historii WKS w postaci zdobycia Pucharu Narodów Afryki. Na tej imprezie Beugré Yago wystąpił tylko w półfinałowym z Kamerunem. W tym roku wystąpił w pierwszej edycji Pucharu Konfederacji, który nosił wówczas nazwę Pucharu Króla Fahda. Na tym turnieju po porażkach z Argentyną i reprezentację USA (bramka) Wybrzeże Kości Słoniowej zajęło ostatnie, czwarte miejsce. Beugré Yago wystąpił w obu tych meczach.
W 1994 po raz drugi wystąpił w Pucharze Narodów Afryki, na którym WKS zdobyło brązowy medal. Na tym turnieju wystąpił w trzech meczach z Sierra Leone, Zambią i Mali.